# Championnat de Yougoslavie de football 1994-1995
Navigation
Saison précédente Saison suivante
La saison 1994-1995 du Championnat de Yougoslavie de football est la soixante-sixième édition du championnat de première division en Yougoslavie. Les vingt meilleurs clubs du pays prennent part à la compétition qui se déroule en deux phases distinctes. Lors de la première, les équipes sont réparties en deux poules (1.A Liga et 1.B Liga) où chaque formation affronte deux fois ses adversaires, à domicile et à l'extérieur. À la fin de cette phase, les 4 derniers de Liga A et les 4 premiers de Liga B échangent leur place. La seconde phase se déroule de façon identique à la première. En fin de saison, les trois derniers de 1.B Liga sont relégués et remplacés par les trois meilleurs clubs de deuxième division.
C'est le club du FK Étoile rouge de Belgrade qui remporte la compétition, en terminant en tête du classement final, avec quatre points d'avance sur le double tenant du titre, le FK Partizan Belgrade et cinq sur le FK Vojvodina Novi Sad. C'est le 20e titre de champion de Yougoslavie de l'histoire du club, qui réussit le doublé en s'imposant en finale de la Coupe de Yougoslavie face à Obilic Belgrade.

## Les clubs participants
| - Partizan Belgrade - FK Napredak Krusevac - FK Étoile rouge de Belgrade - FK Radnicki Nis - Hajduk-Rodic MB Kula - FK Rad Belgrade - OFK Belgrade - FK Budućnost Podgorica - Proleter Zrenjanin - FK Radnički Jugopetrol Belgrade | - FK Becej - FK Vojvodina Novi Sad - FK Zemun - Spartak Subotica - FK Borac Cacak - Promu de D2 - Obilic Belgrade - Promu de D2 - OFK Kikinda - FK Sloboda Užice - FK Loznica - Promu de D2 - FK Rudar Pljevlja |

## Compétition
Le barème de points utilisé pour établir les différents classements est le suivant :
- Victoire : 2 points
- Match nul : 1 point
- Défaite : 0 point

### Première phase

#### 1.A Liga
| Rang | Équipe                          | Pts | J  | G  | N | P  | Bp | Bc | Diff |
| ---- | ------------------------------- | --- | -- | -- | - | -- | -- | -- | ---- |
| 1    | FK Vojvodina Novi Sad +13       | 27  | 18 | 11 | 5 | 2  | 34 | 18 | +16  |
| 2    | FK Étoile rouge de Belgrade +11 | 25  | 18 | 10 | 5 | 3  | 36 | 12 | +24  |
| 3    | FK Partizan Belgrade (T) +10    | 25  | 18 | 10 | 5 | 3  | 42 | 15 | +27  |
| 4    | FK Rad Belgrade +8              | 19  | 18 | 6  | 7 | 5  | 16 | 16 | 0    |
| 5    | FK Zemun +7                     | 18  | 18 | 7  | 4 | 7  | 18 | 27 | -9   |
| 6    | OFK Belgrade +7                 | 18  | 18 | 6  | 6 | 6  | 18 | 23 | -5   |
| 7    | FK Radnicki Nis +8              | 18  | 18 | 7  | 4 | 7  | 23 | 21 | +2   |
| 8    | FK Napredak Krusevac +5         | 13  | 18 | 5  | 3 | 10 | 16 | 34 | -18  |
| 9    | FK Rudar Pljevlja +3            | 10  | 18 | 2  | 6 | 10 | 12 | 28 | -16  |
| 10   | Spartak Subotica +3             | 7   | 18 | 2  | 3 | 13 | 12 | 33 | -21  |

|  | Relégation en 1.B Liga |
|  | (T) : Tenant du titre  |

#### 1.B Liga
| Rang | Équipe                             | Pts | J  | G  | N | P  | Bp | Bc | Diff |
| ---- | ---------------------------------- | --- | -- | -- | - | -- | -- | -- | ---- |
| 1    | FK Becej +8                        | 25  | 18 | 11 | 3 | 4  | 27 | 13 | +14  |
| 2    | FK Borac Cacak (P) +7              | 25  | 18 | 11 | 3 | 4  | 30 | 14 | +16  |
| 3    | FK Radnicki Jugopetrol Belgrade +6 | 24  | 18 | 11 | 2 | 5  | 24 | 16 | +8   |
| 4    | Hajduk-Rodic MB Kula +5            | 22  | 18 | 8  | 6 | 4  | 25 | 17 | +8   |
| 5    | FK Budućnost Podgorica +8          | 21  | 18 | 9  | 3 | 6  | 27 | 16 | +11  |
| 6    | Obilic Belgrade (P) +5             | 17  | 18 | 5  | 7 | 6  | 21 | 20 | +1   |
| 7    | Proleter Zrenjanin +4              | 15  | 18 | 6  | 3 | 9  | 22 | 24 | -2   |
| 8    | FK Loznica (P) +4                  | 15  | 18 | 5  | 5 | 8  | 21 | 29 | -8   |
| 9    | FK Sloboda Užice +2                | 12  | 18 | 3  | 6 | 9  | 10 | 23 | -13  |
| 10   | FK Sutjeska Niksic +1              | 4   | 18 | 1  | 2 | 15 | 10 | 45 | -35  |

|  | Promotion en 1.A Liga            |
|  | (P) : Promu de deuxième division |

### Seconde phase
Le classement de la seconde phase est calculé en additionnant les points obtenus à l'issue de la seconde phase avec le bonus gagné à la fin de la première phase.

#### 1.A Liga
| Rang | Équipe                          | Pts | J  | G  | N | P  | Bp | Bc | Diff |
| ---- | ------------------------------- | --- | -- | -- | - | -- | -- | -- | ---- |
| 1    | FK Étoile rouge de Belgrade (C) | 42  | 18 | 14 | 3 | 1  | 63 | 17 | +46  |
| 2    | Partizan Belgrade (T)           | 38  | 18 | 13 | 2 | 3  | 43 | 17 | +26  |
| 3    | Vojvodina Novi Sad              | 37  | 18 | 10 | 4 | 4  | 37 | 26 | +11  |
| 4    | FK Becej                        | 26  | 18 | 7  | 4 | 7  | 17 | 27 | -10  |
| 5    | FK Zemun                        | 24  | 18 | 6  | 5 | 7  | 24 | 25 | -1   |
| 6    | OFK Belgrade                    | 24  | 18 | 7  | 3 | 8  | 21 | 28 | -7   |
| 7    | FK Rad Belgrade                 | 22  | 18 | 4  | 6 | 8  | 22 | 38 | -16  |
| 8    | FK Borac Cacak (P)              | 19  | 18 | 3  | 6 | 9  | 15 | 28 | -13  |
| 9    | Hajduk-Rodic MB Kula            | 15  | 18 | 4  | 2 | 12 | 15 | 32 | -17  |
| 10   | FK Radnicki Jugopetrol Belgrade | 15  | 18 | 3  | 3 | 12 | 20 | 39 | -19  |

|  | Qualification pour la Coupe UEFA 1995-1996                                                        |
|  | Qualification pour la Coupe Intertoto 1995                                                        |
|  | Relégation en 1.B Liga                                                                            |
|  | (T) : Tenant du titre (C) : Vainqueur de la Coupe de Yougoslavie (P) : Promu de deuxième division |

#### 1.B Liga
| Rang | Équipe                 | Pts | J  | G | N | P  | Bp | Bc | Diff |
| ---- | ---------------------- | --- | -- | - | - | -- | -- | -- | ---- |
| 1    | FK Budućnost Podgorica | 30  | 18 | 9 | 4 | 5  | 31 | 23 | +8   |
| 2    | FK Radnicki Nis        | 29  | 18 | 8 | 5 | 5  | 27 | 13 | +14  |
| 3    | Proleter Zrenjanin     | 24  | 18 | 8 | 4 | 6  | 30 | 27 | +3   |
| 4    | FK Napredak Krusevac   | 23  | 18 | 8 | 2 | 8  | 19 | 21 | -2   |
| 5    | Obilic Belgrade (P)    | 22  | 18 | 7 | 3 | 8  | 25 | 27 | -2   |
| 6    | FK Loznica (P)         | 21  | 18 | 7 | 3 | 8  | 26 | 29 | -3   |
| 7    | FK Sloboda Užice       | 21  | 18 | 7 | 5 | 6  | 16 | 18 | -2   |
| 8    | Spartak Subotica       | 20  | 18 | 7 | 3 | 8  | 15 | 18 | -3   |
| 9    | FK Sutjeska Niksic     | 17  | 18 | 7 | 2 | 9  | 23 | 25 | -2   |
| 10   | FK Rudar Pljevlja      | 16  | 18 | 5 | 3 | 10 | 17 | 28 | -11  |

|  | Promotion en 1.A Liga et qualification pour la Coupe Intertoto 1995 |
|  | Promotion en 1.A Liga                                               |
|  | Qualification pour la Coupe des Coupes 1995-1996                    |
|  | Relégation en deuxième division                                     |
|  | (P) : Promu de deuxième division                                    |

## Bilan de la saison
| Championnat de Yougoslavie de football 1994-1995                        |                                         |
| Champion                                                                | FK Étoile rouge de Belgrade (20e titre) |
| Coupes et trophées                                                      |                                         |
| Vainqueur de la Coupe de Yougoslavie 1994-1995                          | FK Étoile rouge de Belgrade             |
| Qualifications continentales                                            |                                         |
| Coupe des Coupes 1995-1996                                              | Obilic Belgrade                         |
| Coupe UEFA 1995-1996                                                    | FK Étoile rouge de Belgrade             |
| Coupe Intertoto 1995                                                    | FK Becej                                |
| Coupe Intertoto 1995                                                    | FK Budućnost Podgorica                  |
| Promotions et relégations                                               |                                         |
| Promus en SuperLiga                                                     | FK Mladost Lucani                       |
| Promus en SuperLiga                                                     | FK Čukarički                            |
| Promus en SuperLiga                                                     | FK Mladost Backi Jarak                  |
| Relégués en Championnat de Yougoslavie de football de deuxième division | Spartak Subotica                        |
| Relégués en Championnat de Yougoslavie de football de deuxième division | FK Sutjeska Niksic                      |
| Relégués en Championnat de Yougoslavie de football de deuxième division | FK Rudar Pljevlja                       |